# أدلايد كاميتز
أدلايد كاميتز هو نادي كرة قدم أسترالي أُنشيء في سنة 1994 الميلادية.